# Ernst von Bernuth
Ernst Philipp von Bernuth (* 6. Juni 1833 auf Haus Aspel in Haldern; † 30. Dezember 1923 in Düsseldorf) war ein deutscher Offizier und Landschaftsmaler der Düsseldorfer Schule.

## Leben
Geboren als Sohn des preußischen Landrats des Kreises Rees Friedrich Heinrich von Bernuth (1789–1859) und Johanna van den Broek (1802–1845) – der Bruder Julius von Bernuth (1830–1902) wurde Professor und Direktor des Konservatoriums in Hamburg – entschied sich Ernst von Bernuth nach dem Besuch des Gymnasiums in Wesel  zunächst für die Offizierslaufbahn. 1861 heiratete er Helene Louise Tendering (1835–1915). Als preußischer Leutnant und Kompanieführer im Krieg gegen Dänemark erhielt er 1864, beim Übergang nach Alsen, einen lebensgefährlichen Lungendurchschuss, wurde nach seiner Genesung 1865 zum Hauptmann befördert, 1867 zur Disposition gestellt. Für die Dauer des Krieges gegen Frankreich wurde Bernuth reaktiviert und fungierte als Etappen-Kommandant in Düsseldorf.
Nach frühen autodidaktischen Zeichen- und Malversuchen, zusammen mit den Freunden Ludwig Hugo Becker und Ernst Bosch in Wesel, besuchte Ernst von Bernuth erst als 35-Jähriger, 1867 bis 1870, die Landschafterklasse Oswald Achenbachs in der Düsseldorfer Kunstakademie und ließ sich dann endgültig in Düsseldorf nieder. Seit 1871 war er Mitglied des Künstlervereins Malkasten, zeitweise in dessen Vorstand. Auch dem Verein der Düsseldorfer Künstler zur gegenseitigen Unterstützung und Hilfe gehörte er an. Sein Bildnis, gemalt von Adolf Lins, befindet sich im Malkasten-Haus in Düsseldorf.

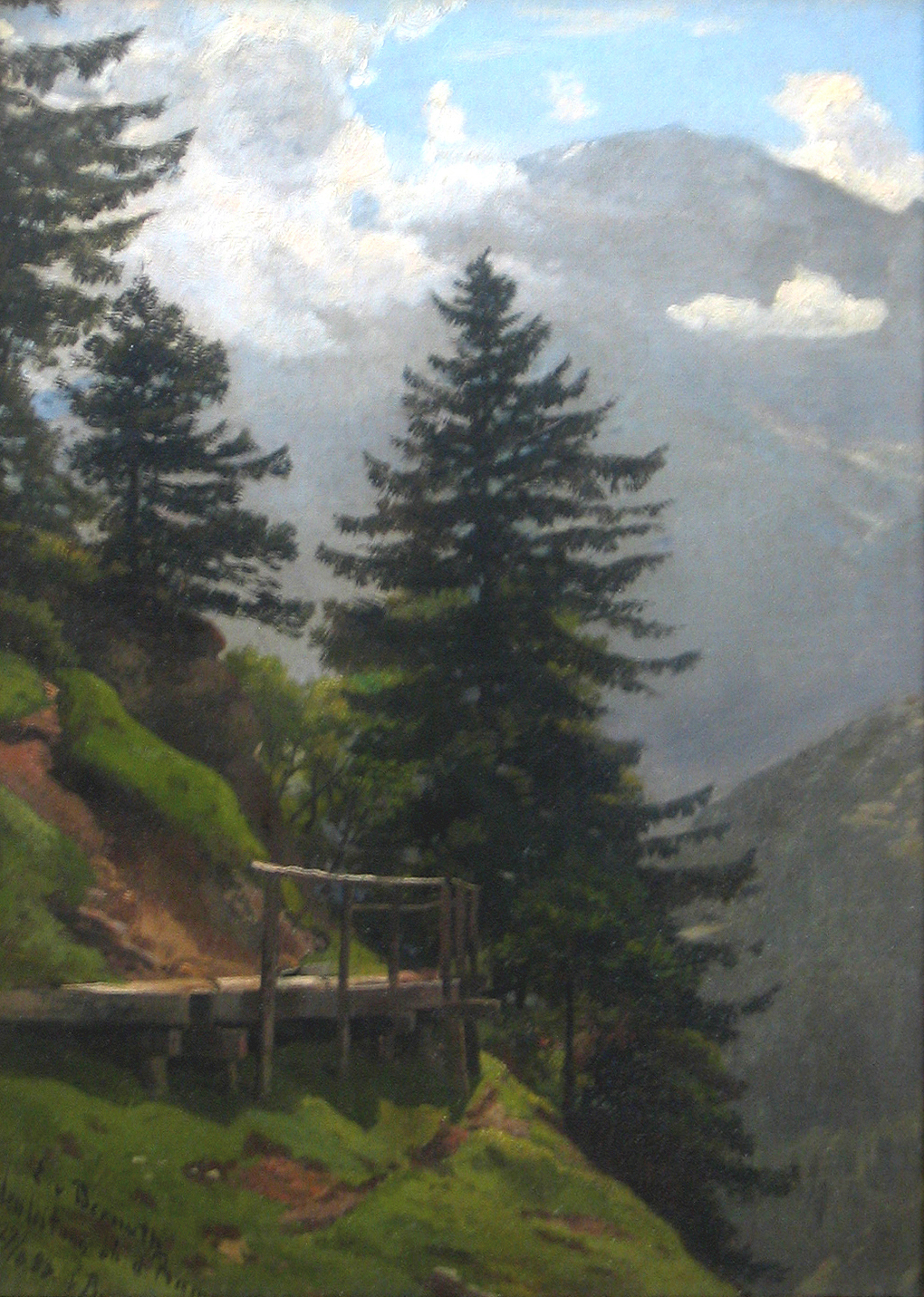
Ernst von Bernuth – Sodenleitung ob d. Ramsau, Ölgemälde 1883

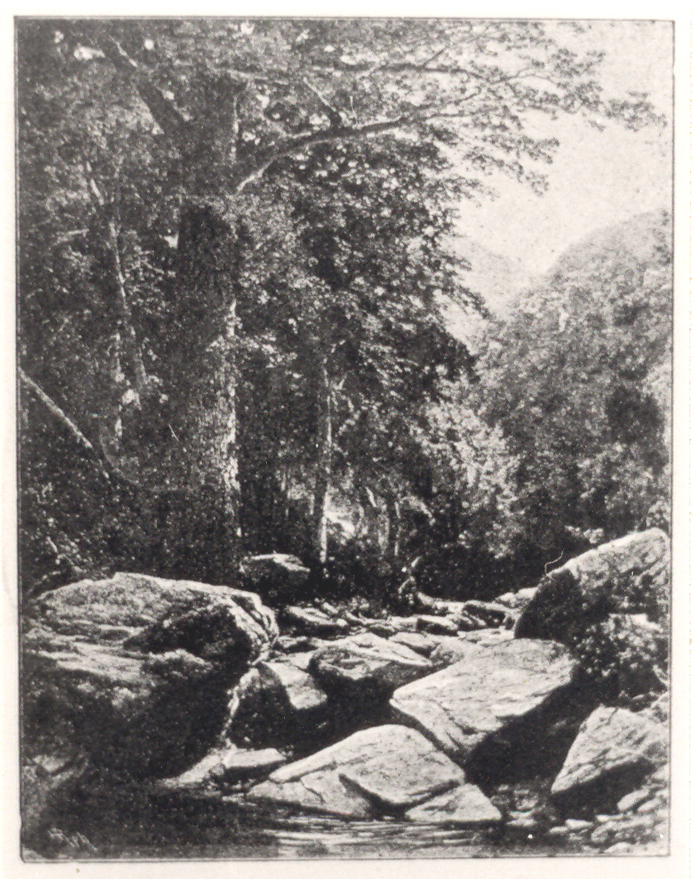
Ernst von Bernuth – Aus dem Morgenbachthal unterhalb von Bingen, Holzstich nach Gemälde, ausgestellt: Akademische Kunstausstellung Berlin 1889 (Katalogabbildung)

Ernst von Bernuth malte vorwiegend sonnendurchflutete deutsche Waldlandschaften, die er häufig durch Staffagefiguren ergänzte, und die er anlässlich von Aufenthalten am Rhein und an der Weser, in der Eifel, im Hunsrück und Teutoburger Wald, auf Borkum sowie in Oberbayern und Österreich (u. a. Hintersee 1868, Sodenleitung ob der Ramsau 1883, Uralte Edeltannen im bayrischen Hochwald) skizzierte, wobei er viele Motive zu späterer Bearbeitung zeichnerisch, in Ölstudien, aber auch fotografisch festhielt. Die Komposition engerer und weiter Landschaftsausschnitte, oft von erhöhtem Standpunkt aus gesehen, folgte der Tradition der von Johann Wilhelm Schirmer in den 1840er Jahren, in der Nachfolge der Idealen Landschaft begründeten Düsseldorfer Landschaftsmalerei und den Tendenzen seines Lehrers Oswald Achenbach zu eigenwilligen Naturausschnitten und lockerer, weicherer Farbigkeit. Mit seinen Arbeiten nahm er u. a. an den Jahresausstellungen des Kunstvereins für die Rheinlande und Westphalen, des Vereins Düsseldorfer Künstler sowie der Akademie der Künste in Berlin (1870: Waldsee in Oberbayern, 1874: Deutscher Wald mit mittelalterlicher Staffage, 1875: Abendruhe, 1876: Rheinlandschaft, Herbst, Auf der Suche, 1877: Ruine Godesberg) teil. An der Weltausstellung in Wien 1873 beteiligte er sich mit Eichenwald an einem Bach (1872), in Amsterdam 1886 mit Herbstmorgen, in Chicago 1893 mit Hohlweg. Angekauft wurden u. a. von Prinz Georg von Preußen Aus deutscher Vorzeit (1878), von Kaiser Wilhelm I. Waldabhang (1887), von dem Städtischen Museum in Riga Mühle im Walde (1893) sowie weitere vom Kunstverein für die Rheinlande und Westphalen. Sie befinden sich heute fast ausschließlich in privaten Sammlungen. Auch als Zeichner trat von Bernuth in Erscheinung, u. a. mit Illustrationen zum Album Deutscher Kunst und Dichtung.
Pauline von Bernuth (1865–1914), die Tochter des Künstlers, war ebenfalls Malerin. Ihre Arbeiten, meist Stillleben, wurden in den Permanenten Kunstausstellungen von Eduard Schulte und Bismeyer & Kraus in Düsseldorf gezeigt.

## Schriften
- Eigenhändiger Lebenslauf. Malkasten-Archiv, Düsseldorf 1888.
- Selbstbiografie. Manuskript, Archiv des von Bernuth'schen Familienverbandes e.V., Königstein im Taunus 1911.